# Cohors II Flavia Bessorum
Die Cohors II Flavia Bessorum (deutsch 2. Kohorte die Flavische der Besser) war eine römische Auxiliareinheit. Sie ist durch Militärdiplome, Inschriften und Ziegelstempel belegt.

## Namensbestandteile
- Flavia: die Flavische. Die Ehrenbezeichnung bezieht sich auf die flavischen Kaiser Vespasian, Titus und Domitian.[A 1]

- Bessorum: der Besser. Die Soldaten der Kohorte wurden bei Aufstellung der Einheit aus dem Volk der Besser auf dem Gebiet der römischen Provinz Thracia rekrutiert.

Da es keine Hinweise auf die Namenszusätze milliaria (1000 Mann) und equitata (teilberitten) gibt, ist davon auszugehen, dass es sich um eine Cohors quingenaria peditata, eine reine Infanterie-Kohorte, handelt. Die Sollstärke der Einheit lag bei 480 Mann, bestehend aus 6 Centurien mit jeweils 80 Mann.

## Geschichte
Die Kohorte war in den Provinzen Moesia inferior und Dacia inferior (in dieser Reihenfolge) stationiert. Sie ist auf Militärdiplomen für die Jahre 92 bis 146 n. Chr. aufgeführt.
Der erste Nachweis der Einheit in Moesia inferior beruht auf Diplomen, die auf 92 datiert sind. In den Diplomen wird die Kohorte als Teil der Truppen (siehe Römische Streitkräfte in Moesia) aufgeführt, die in der Provinz stationiert waren. Weitere Diplome, die auf 97 bis 105 datiert sind, belegen die Einheit in derselben Provinz. Die Kohorte nahm möglicherweise an den Dakerkriegen Trajans teil.
Zu einem unbestimmten Zeitpunkt wurde die Kohorte nach Dacia inferior verlegt, wo sie erstmals durch ein Diplom nachgewiesen ist, das auf 125/126 datiert ist. In dem Diplom wird die Kohorte als Teil der Truppen (siehe Römische Streitkräfte in Dacia) aufgeführt, die in der Provinz stationiert waren. Weitere Diplome, die auf 129 bis 146 datiert sind, belegen die Einheit in derselben Provinz.

## Standorte
Standorte der Kohorte in Dacia Inferior waren möglicherweise:
- Bârsești: Ziegel[6] mit dem Stempel COH II FL BES wurden hier gefunden.
- Buridava (Stolniceni): Ziegel[7] mit dem Stempel COH II FL BES wurden hier gefunden.
- Kastell Cincșor: eine Inschrift[8] und Ziegel[9] mit den Stempeln C B bzw. C II F B wurden hier gefunden.
- Kastell Olteni: Ziegel[10] mit dem Stempel C II FL BES wurden hier gefunden.
- Kastell Rucăr: Ziegel[11] mit den Stempeln COH II FL B bzw. COH II FL BES wurden hier gefunden. Es kann sich ob der geringen Größe des Kastells aber nur um eine Vexillation gehandelt haben.

## Angehörige der Kohorte
Folgende Angehörige der Kohorte sind bekannt.

### Kommandeure
| - Titus Antonius Claudius Alfenus Arignotus, ein Praepositus - D(ecimus) Iunius []: er wird auf dem Diplom von 116 als Kommandeur genannt. | - L(ucius) [Car]vilius Rusticin[us], ein Präfekt (AE 1971, 379) - M(arcus) Valerius []: er wird auf einem Diplom von 92 (ZPE-153-208) als Kommandeur genannt. |

### Sonstige
| - L(ucius) Valerius Pi[]: das Diplom von 116 wurde für ihn ausgestellt. | - Mucatral(is), ein Soldat (AE 1957, 299) |